# 이카주

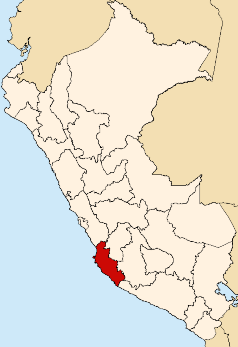
이카 주의 위치

이카주(스페인어: Departamento de Ica)는 페루 중남부에 위치한 주로 주도는 이카이며 면적은 21,327.83km2, 인구는 709,556명(2004년 기준)이다.
서쪽으로는 태평양, 북쪽으로는 리마 주, 동쪽으로는 우앙카벨리카 주와 아야쿠초 주, 남쪽으로는 아레키파 주와 접한다. 5개 군과 43개 구를 관할한다.

## 같이 보기
- 2007년 페루 지진